# Florent Bontron
Florent Bontron est un flûtiste français né le 25 janvier 1977 à Lyon. 

## Biographie
Florent Bontron est né le 25 janvier 1977 à Lyon. Il étudie la flûte traversière au conservatoire de sa ville natale dans la classe de José-Daniel Castellon. En 1994, il obtient la médaille d'or à l’unanimité et avec les félicitations du jury. Cette même année, il réussit son baccalauréat, série économie. Entré au conservatoire national supérieur de musique et de danse de Paris en 1995, dans la classe d’Alain Marion et de Vincent Lucas, il obtient en 1998 un premier prix de flûte et un premier prix à l’unanimité de musique de chambre (classe de David Walter). Il étudie ensuite, en 2001, au conservatoire de Genève dans la classe d’Emmanuel Pahud et obtient en 2002 un diplôme de soliste avec distinction (classe de José-Daniel Castellon). En septembre 2004, il est demi-finaliste et classé quatrième du Concours international de musique de l'ARD de Munich,.
Parallèlement à ses études musicales, il fait ses premières armes dans les formations orchestrales : de 1996 à 1999, il est flûtiste à l’Orchestre français des jeunes sous la direction de Marek Janowski et Jesús López Cobos. De 1997 à 1999, l’Orchestre de Paris le sollicite pour des remplacements sous la direction de Semyon Bychkov, Neeme Jarvi, Esa Pekka Salonen, Christoph von Dohnányi. En 1998, il effectue un remplacement au sein de l’Orchestre philharmonique du Luxembourg. En 1999 il joue au sein de l’Orchestre Philharmonique de Radio France et, en 2000, à l’Orchestre national du Capitole de Toulouse. En 2000 et 2001, il est flûtiste au sein du Gustav Mahler Jugendorchester sous la direction de Seiji Ozawa, Pierre Boulez, Ivan Fischer, Franz Welser-Möst et flûte solo sous la direction de Claudio Abbado. Pour la saison 2000-2001, il est flûte solo de l’Orchestre régional de Cannes-Provence-Alpes-Côte d’Azur, co-soliste de l’Orchestre de Chambre de Lausanne sous la direction de Christian Zacharias et de Ton Koopman et joue au sein de l'Orchestre Philharmonique de Monte-Carlo sous la direction de Marek Janowski,.
Depuis juin 2002, il est flûte solo de l'Orchestre régional de Cannes-Provence-Alpes-Côte d’Azur (direction Philippe Bender) et y interprète comme soliste de nombreux concertos : Jean-Sébastien Bach (Concertos brandebourgeois aux côtés d'Emmanuel Pahud), Jacques Ibert, Antonio Vivaldi, Wolfgang Amadeus Mozart (concerto pour flûte et harpe avec Marielle Nordmann),,. Il participe aux tournées de concerts de ses formations lors desquels il se produit en soliste dans le monde entier : Musikverein de Vienne, Philharmonie de Berlin, Royal Albert Hall de Londres, Chine, Canada, Pologne, Slovaquie, Grèce ainsi qu'au Maroc,,.
Florent Bontron pratique la musique de chambre en collaboration avec la harpiste Cécile Maudire au sein du duo Pelleas,.